# Accordi europei di cambio
     Zona euro
     UE appartenenti agli AEC II
     UE appartenenti agli AEC II con deroga
     UE non appartenenti agli AEC II
     Non UE che usano bilateralmente l'euro
     Non UE che usano unilateralmente l'euro
Gli Accordi europei di cambio - AEC (o Exchange Rate Mechanism - ERM o anche Meccanismo di cambio europeo - MCE) sono i componenti di un sistema introdotto nell'Unione europea durante il 1979, appartenenti al sistema monetario europeo (SME). Il loro fine era la riduzione della variabilità del tasso di cambio tra le valute dell'Unione europea per raggiungere la stabilità monetaria.

## AEC
Gli accordi europei di cambio iniziarono nel marzo del 1979 con gli allora membri della Comunità europea, con eccezione del Regno Unito. Gli AEC sono stati stipulati per fissare le oscillazioni delle valute nazionali entro un intervallo limitato nei confronti dell'ECU, appositamente creato per lo scopo.
Gli AEC terminarono il 31 dicembre 1998, per introdurre un sistema più robusto e meno vulnerabile alle speculazioni.

## AEC II
Il 31 dicembre 1998 i tassi di cambio dell'ECU dei paesi appartenenti all'eurozona furono fissati irrevocabilmente, stabilendo altresì che il valore dell'euro corrispondesse a quello dell'ECU.
Nel 1999 gli AEC II hanno rimpiazzato il precedente accordo. Facevano parte di questo sistema le valute di Grecia e Danimarca, ma nel 2001 anche la Grecia ha introdotto l'euro e perciò la corona danese è rimasta fino al 2004 l'unica valuta partecipante.
Poiché per tutti i nuovi Stati membri dell'Unione europea è obbligatorio aderire all'euro, essi si impegnano a sostituire le valute nazionali con la moneta unica. Passo principale da compiere è l'ingresso delle diverse valute nel nuovo meccanismo di cambio europeo.
Nel corso degli anni, vari stati sono entrati nel sistema AEC II e usciti una volta adottato l'euro.
Non si conoscono ad oggi le date degli ingressi delle valute degli altri Stati membri dell'Unione europea che non hanno ancora aderito a questo sistema: la corona danese, la corona svedese, lo złoty polacco, la corona ceca, il fiorino ungherese e il leu romeno.
I paesi dell'UE che non hanno ancora adottato l'euro devono partecipare per almeno due anni a questo sistema prima di essere ammessi nell'eurozona. Tale regola è stata applicata a tutti gli stati membri che hanno aderito all'euro dopo il 1999.

### Accordi di cambio
| Nazione    | Ingresso nell'UE | Ingresso negli accordi AEC II | Adozione dell'euro |
| ---------- | ---------------- | ----------------------------- | ------------------ |
| Danimarca  | 1º gennaio 1973  | 1º gennaio 1999               |                    |
| Grecia     | 1º gennaio 1981  | 1º gennaio 1999               | 1º gennaio 2001    |
| Svezia     | 1º gennaio 1995  |                               |                    |
| Slovenia   | 1º maggio 2004   | 28 giugno 2004                | 1º gennaio 2007    |
| Cipro      | 1º maggio 2004   | 2 maggio 2005                 | 1º gennaio 2008    |
| Malta      | 1º maggio 2004   | 2 maggio 2005                 | 1º gennaio 2008    |
| Slovacchia | 1º maggio 2004   | 25 novembre 2005              | 1º gennaio 2009    |
| Estonia    | 1º maggio 2004   | 28 giugno 2004                | 1º gennaio 2011    |
| Lettonia   | 1º maggio 2004   | 2 maggio 2005                 | 1º gennaio 2014    |
| Lituania   | 1º maggio 2004   | 28 giugno 2004                | 1º gennaio 2015    |
| Polonia    | 1º maggio 2004   |                               |                    |
| Rep. Ceca  | 1º maggio 2004   |                               |                    |
| Ungheria   | 1º maggio 2004   |                               |                    |
| Bulgaria   | 1º gennaio 2007  | 10 luglio 2020                | 1º gennaio 2026    |
| Romania    | 1º gennaio 2007  |                               |                    |
| Croazia    | 1º luglio 2013   | 10 luglio 2020                | 1º gennaio 2023    |